# Gérard Lhéritier
Pour les articles homonymes, voir Lhéritier (homonymie).
Gérard Lhéritier, né le 21 juin 1948 à Nancy, est un homme d’affaires français, fondateur et président de la société Aristophil (aujourd'hui dissoute), et du Musée des lettres et manuscrits à Paris (fermé), mis en examen pour blanchiment et escroquerie en bande organisée,,.

## Biographie
Issu d’une famille modeste (père artisan et mère employée), Gérard Lhéritier est autodidacte. Il grandit en Meuse, à Void-Vacon, puis vit à Strasbourg jusqu’en 1984 avant de s’installer à Nice.
Après une première carrière dans l’armée, il travaille dans la gestion de patrimoine et l'industrie du diamant, activité qui se termine en banqueroute. Au début des années 1980, il découvre par hasard chez le marchand de timbres Roumet de la rue Drouot, une petite lettre portant la mention « par ballon monté », alors qu’il cherche pour son fils, philatéliste en herbe, un timbre rare. Cette découverte l’amène à se documenter sur la communication via les ballons montés et les boules de Moulins. Il publie en 1995 un roman intitulé Les Ballons de la liberté à propos de cet épisode.

### Aristophil et le Musée des lettres et manuscrits
Gérard Lhéritier fonde en 1990 la société Aristophil, spécialisée dans l’achat, la vente et l’expertise de lettres et manuscrits. En 2005, Aristophil ouvre une filiale en Belgique puis trois autres en Suisse, en Autriche et à Hong-Kong en 2011. Parallèlement à cette activité, Gérard Lhéritier crée en 2004 le Musée des lettres et manuscrits et rachète en 2006 le trimestriel Plume, consacré au patrimoine de l’écrit.
Le Musée des lettres et manuscrits, situé au 222 boulevard Saint-Germain, présente un millier de documents extraits d’un fonds de 135 000 pièces parmi lesquels les deux Manifestes du surréalisme d’André Breton, la dernière correspondance d'Antoine de Saint-Exupéry, le manuscrit d’Albert Einstein ayant mené à la théorie de la relativité ou le testament de Louis XVI. Le Musée ferme en 2015 à la suite des problèmes judiciaires rencontrés par la société Aristophil, qui ont conduit à un jugement de liquidation.
En septembre 2011, Gérard Lhéritier ouvre un second Musée des lettres et manuscrits à Bruxelles, dans les galeries royales Saint-Hubert ; le musée bruxellois ferme définitivement ses portes trois ans plus tard, en décembre 2014.

### Soupçons, mises en examen et renvoi en correctionnelle
Le 18 novembre 2014, Gérard Lhéritier est officiellement soupçonné d'escroquerie en bande organisée dans le cadre des activités de sa société Aristophil. Celle-ci est placée en redressement judiciaire le 16 février 2015 et sa mise en liquidation est publiée dans le Bulletin officiel des annonces civiles et commerciales (Bodacc) du 10 mars 2015.
Le 4 mars 2015, Gérard Lhéritier est mis en examen pour « pratiques commerciales trompeuses, escroquerie en bande organisée, blanchiment, abus de confiance, abus de biens sociaux, et présentation de comptes infidèles ».
Fin novembre 2015, Patrick Poivre d'Arvor est placé en garde à vue et interrogé dans le cadre de cette affaire d'escroquerie en bande organisée.
En mars 2017, le notaire Jérôme Gautry est mis en examen pour complicité de pratiques commerciales frauduleuses.
Fin 2017 débutent, avec moult complications, les premières ventes des biens saisis. Les ventes des 130 000 manuscrits saisis ne rapportent que 5 % de la valeur attribuée par Aristophil. Sur les 18 000 clients d'Aristophil, plus de 4 700 se constituent partie civile.
Gérard Lhéritier, comme les autres dirigeants d'Aristophil Belgique, fait l'objet, en juillet 2022, d'un renvoi en correctionnelle à la suite d'une réquisition du parquet général belge pour y répondre des chefs de « de faux en écritures authentiques et publiques, de faux nom, d'abus de biens sociaux et de dissimulation d'avantages patrimoniaux ». Après une inscription au rôle prévue en mai 2025, l'affaire doit être jugée en septembre 2025, sur plusieurs semaines. 

### Gagnant de l'Euro Millions?
Le 15 octobre 2014, Charlie Hebdo révèle que Gérard Lhéritier a gagné près de 170 millions d’euros au tirage de l’Euro Millions du 13 novembre 2012,. Cette information est reprise ensuite par d'autres médias,, l'information étant sortie à la suite de l'enquête policière sur Aristophil. 
Avant ces révélations, la Française des jeux avait seulement indiqué lors du gain que le ticket gagnant avait été acheté à La Trinité dans les Alpes-Maritimes, donc non loin du domicile de Gérard Lhéritier. Un an plus tard, le gagnant avait donné une interview à un journaliste de Nice Matin, Grégory Leclerc, sans que ce journal ne révèle son nom mais il y était précisé que l'homme était âgé de 65 ans, avait deux enfants et « avait déjà fait sa vie avec un certain succès dans le milieu de la culture », portrait pouvant correspondre à Gérard Lhéritier et même penser qu'il voulait que l'on sache que c'était lui. L’avocat qui le représente n’a jusqu’ici jamais ni infirmé ni confirmé cette information, pas plus que Grégory Leclerc, le journaliste de Nice Matin. Le journal Le Point indique que Gérard Lhéritier et sa famille auraient joué ce jour-là plusieurs bulletins pour un montant de plus de 7 000 euros.

## Publications
- Les Ballons montés – Boules de Moulins – pigeongrammes – papillons de Metz – historique évaluation classification cotation, édition Valeurs Aristophil ; tome 1 : 1990, tome 2 : 1992, tome 3 : 1994
- Les Ballons montés, Plon, 1995  (ISBN 2259182305)
- Intime corruption, l'affaire des timbres rares de Monaco, L'Archipel, 2006  (ISBN 2-84187-817-1)
- Livre des valeurs et cotations (1870-1871), Plume, 2008
- Valeurs et références – Collection 1870 – Ballons montés - Boules de Moulins, Aristophil, 2000
- Avec Christel Pigeon :
  - L'Or des manuscrits : Les 100 manuscrits les plus précieux, Paris, Gallimard, coll. « Albums Beaux Livres », 7 mars 2013, 232 p. (ISBN 978-2-07-013942-2)
  - L'Or des manuscrits : 100 manuscrits pour l'Histoire, Paris, Gallimard, coll. « Albums Beaux Livres », 17 octobre 2013, 232 p. (ISBN 978-2-07-014271-2)
  - L'Or des manuscrits : 100 lettres illustres et illustrées, Paris, Gallimard, coll. « Albums Beaux Livres », 30 octobre 2014, 232 p. (ISBN 978-2-07-014660-4)